# Cuatro sentencias de muerte
Cuatro sentencias de muerte es una película dirigida por Jirí Svoboda.

## Argumento
El policía Karel Hrubes (Michal Dlouhý) quiere aumentar sus ingresos de cualquier forma... Con la ayuda de 2 amigos deciden montar un prostíbulo de lujo. Necesitarán algún crédito bancario y avales que les garanticen los préstamos. Para ello optarán por la vía más rápida, asesinar al quien se interponga en el camino, contratando a un sicario.

## Comentarios
Basados en unos sucesos acaecidos en noviembre de 1989 conocidos como los Asesinos de Orlik. Los cadáveres se encontrado en el lago Orlík en la Bohemia (República Checa).
- Datos: Q593782